# Jörgen Nilsson
Bengt Jörgen Nilsson, född 17 september 1965 i Kirsebergs församling i Malmö, är en svensk jurist som var lagman i Alingsås tingsrätt från 2015 till 2024 och från 2024 är kammarrättspresident i Kammarrätten i Göteborg.
Nilsson utnämndes förordnades 25 november 2011 till chefsrådman i Göteborgs tingsrätt från att tidigare verkat som chefsjurist på Domstolsverket. Han utsågs 23 april 2025 till lagman i Alingsås tingsrätt. Den 11 november 2023 utnämndes han till kammarrättspresident i Kammarrätten i Göteborg en tjänst han tillträdde 1 februari 2024.